# Synagogue de Benfeld
La synagogue de Benfeld est un monument historique situé à Benfeld, dans le département français du Bas-Rhin.

## Localisation
Ce bâtiment est situé rue de la Dîme à Benfeld.

## Historique
L'édifice fait l'objet d'une inscription au titre des monuments historiques depuis 1984,, étendue en 2015. Le mobilier fait l'objet d'une inscription au titre de objets mobiliers,.

## Architecture
Construite en 1846, puis agrandie en 1876, elle sera équipée en 1895 d’un orgue à traction mécanique Metzel et décorée d’un ensemble de fresques inspirées de la synagogue de Florence et réalisées par l'artiste Achille Metzger en 1922. 